# 广西路11号祥福洋行公寓
36°3′47″N 120°19′04″E / 36.06306°N 120.31778°E
广西路11号祥福洋行公寓是位于中国山东省青岛市市南区广西路11号（含13号）的一座商住建筑，建于1901-1902年，为德占时期地产公司祥福洋行所建，现为市南区一般不可移动文物。

## 历史
1900年代前半叶，德国人阿尔弗雷德·希姆森（德語：Alfred Siemssen）创办的祥福洋行地产公司在海因里希亲王街（Prinz-Heinrich-Straße，今广西路）提尔皮茨街（Tirpitzstraße，今莒县路）路口的E街区建设了两座三层商住建筑，位于地块东侧的2号楼建于1901-1902年，即今广西路11号-13号建筑。其西侧为建于1903-1904年的1号楼（今广西路15-17号址）。该楼此后半个世纪内长期为商住用房。1914年日军占领青岛后，祥福洋行地产被全部没收。有资料称俄侨米维斯基夫妇曾在该楼二楼开设米维斯基图书馆，又称犹太人协会（犹太总会）、世界语协会、世界语学校曾设于此楼内。1949年后改为民宅至今。2009年7月27日，该建筑以“希姆森公寓旧址”之名列入市南区未核定为文物保护单位的不可移动文物（一般不可移动文物）名录。

## 建筑特色
该建筑地上3层，地下1层，外墙通体为清水红砖墙。正立面为非对称布局，据推测为该楼尚未完工时西侧扩建所致。该楼东侧最初建设的部分，平面以临街的主体建筑与伸向后院的两翼组成，正立面基本呈对称布局，临街为连续拱券敞廊，主入口设于一层中央，设有砖雕装饰与立柱，花岗岩柱头上刻有中式太极图纹样，檐口中央起三角形小山墙，屋顶为歇山顶。接建的西侧部分正立面大部分亦为拱廊，而西端为矩形长窗，窗眉以花纹精美的砖雕装饰。西面另设一入口，建有门廊，上方屋顶处建有一座北德风格的装饰性尖顶塔楼，该塔楼后因年久失修且无实用价值，于1960年代拆除。楼内设雕花扶手楼梯，一层为商业用途，二、三层为公寓。
根据德占初期的城市规划与建筑规定，沿海街道后侧的第一条平行街道，即广西路，被规划为商贸街区，该街区只允许建造封闭式三层楼房，临街立面必须与街道平行，该建筑即为顺应该规定所建。有评论认为，该楼的红砖外墙抵消了高大的三层建筑给人的压迫感，透露出生机与活力。

## 图集
- E街区祥福洋行2号楼，可能拍摄于建成后不久，屋顶尚未铺设红瓦
- E街区祥福洋行2号楼（右侧）与1号楼（左侧），最左侧为胶澳皇家邮政局
- 广西路11-13号西南角，2019年
- 正立面主入口两侧带有太极图的柱头，2016年
- 主入口内侧的雕花木制楼梯
- 西侧大门与门廊